# Rap n' Roll
Rap n' Roll è il secondo album in studio del rapper italiano J-Ax, pubblicato il 23 gennaio 2009 dalla Best Sound.

## Descrizione
Anticipato dal singolo I vecchietti fanno O, pubblicato il 19 dicembre 2008 per il download digitale, Rap n' Roll ha visto la partecipazione di vari artisti italiani appartenenti alla scena rap e non, come Gué Pequeno, Space One e Pino Scotto.
Nel 2015 l'album è stato ristampato in formato vinile assieme agli album Di sana pianta, Deca Dance e Meglio prima (?), con alcune copie in edizione limitata autografate da J-Ax.

## Tracce
1. Aumentaci le dosi
2. I vecchietti fanno O
3. Mi rifiuto (intro Pino Scotto)
4. Io non te lo do
5. Rap n' Roll (feat. Gué Pequeno)
6. In mezzo
7. Freedrink (feat. Space One)
8. Tre paperelle (feat. Irene Viboras)
9. Come io comanda
10. Signora
11. Limonare al multisala (traccia fantasma)

## Formazione
Musicisti
- J-Ax – voce
- Fausto Cogliati – chitarra acustica
- Stefano Molteni – chitarra
- Pino Saracini – basso
- Leonardo Di Angilla – percussioni
- DJ Zak – scratch
- Guido Style, Lalla Francia, Lola Feghaly, Paola Folli – cori
- Giovanni Abbiati, Daniele Moretto – trombe
- Alessio Nava – trombone

Produzione
- THG – produzione (traccia 1)
- Black Box – produzione (traccia 2)
- Guido Style – produzione (tracce 3, 4, 7 e 8)
- Fabio B – produzione (traccia 5)
- Supernova – produzione (traccia 6)
- Don Joe – produzione (traccia 9)
- Fausto Cogliati – produzione (traccia 10)

## Classifiche

### Classifiche settimanali
| Classifica (2009) | Posizione massima |
| ----------------- | ----------------- |
| Italia            | 2                 |

### Classifiche di fine anno
| Classifica (2009) | Posizione |
| ----------------- | --------- |
| Italia            | 44        |